# Ľubiša
Ľubiša je obec na Slovensku v okrese Humenné. Žije zde 818 obyvatel.

## Poloha
Obec se nachází ve východní části Prešovského kraje, na okraji Ondavské vrchoviny v údolí řeky Laborec. Okresní město Humenné je vzdáleno asi 8 km na jihozápad.

## Rodáci
- Michal Kováč, první prezident samostatné Slovenské republiky (1993–1998)